# 硝酸钍
硝酸钍是一种无机化合物，化学式为Th(NO3)4，为极易潮解的放射性氧化剂。

## 制备
独居石精矿用50％氢氧化钠溶液在140°C下溶解，后经热水稀释和70°C下保温陈化，得到独居石碱溶饼。用硝酸溶解独居石碱溶饼，经两次萃取和反萃，得硝酸钍溶液：
LnPO4 + 3NaOH → Ln(OH)3 + Na3PO4
Th3(PO4)4 + 12NaOH → 3Th(OH)4 + 4Na3PO4
Th(OH)4 + 4HNO3 → Th(NO3)4 + 4H2O
从溶液中根据条件的不同可以结晶出四、五或六水合物。

## 物理性质
无色或白色六角板状易潮解结晶，有放射性。易溶于水，水溶液呈酸性。溶于乙醇。
硝酸钍水合物的比放射性强度为3.93 kBq/g。

## 化学性质
当硝酸钍的五水合物被加热时，可得到含结晶水更少的硝酸盐，但在此过程中该化合物也会损失一些硝酸根。在140℃时分解产生碱式硝酸钍ThO(NO3)2，而在加强热时会得到二氧化钍。
当过氧化氢与硝酸钍的稀硝酸溶液混合，可沉淀出多聚过氧硝酸盐，其化学式为Th6(OO)10(NO3)4·10H2O。
硝酸钍溶液水解会产生碱式盐Th2(OH)4(NO3)4·xH2O和Th2(OH)2(NO3)6·8H2O，在Th2(OH)2(NO3)6·8H2O晶体中，一对钍原子由两个架桥氧原子连接。每个钍原子被三个双齿硝酸盐基团和三个水分子包围，配位数为11。
硝酸钍还能形成络合物，如MgTh(NO3)6·8H2O、CoTh(NO3)6·8H2O、Th(NO3)4·6DMSO等。

## 用途
用于汽灯纱罩发光体和制取其他钍化合物。